# Boveresse
Boveresse es una localidad y antigua comuna suiza, situada en el distrito de Val-de-Travers en el cantón de Neuchâtel. Desde el 1 de enero de 2009 forma parte de la comuna de Val-de-Travers.

## Historia
La primera mención escrita de Boveresse data de 1266 cuando aparece en un documento con el nombre de Boveressa. La comuna mantuvo su autonomía hasta el 31 de diciembre de 2012. El 1 de enero de 2013 pasó a ser una localidad de la nueva comuna de Val-de-Travers, tras la fusión de las antiguas comunas de Boveresse, Buttes, Couvet, Fleurier, Les Bayards, Môtiers, Noiraigue, Saint-Sulpice y Travers.

## Geografía
La antigua comuna limitaba al norte la comuna de La Brévine, al este con Couvet, al sureste con Môtiers, al suroeste con Fleurier, y al oeste con Saint-Sulpice.

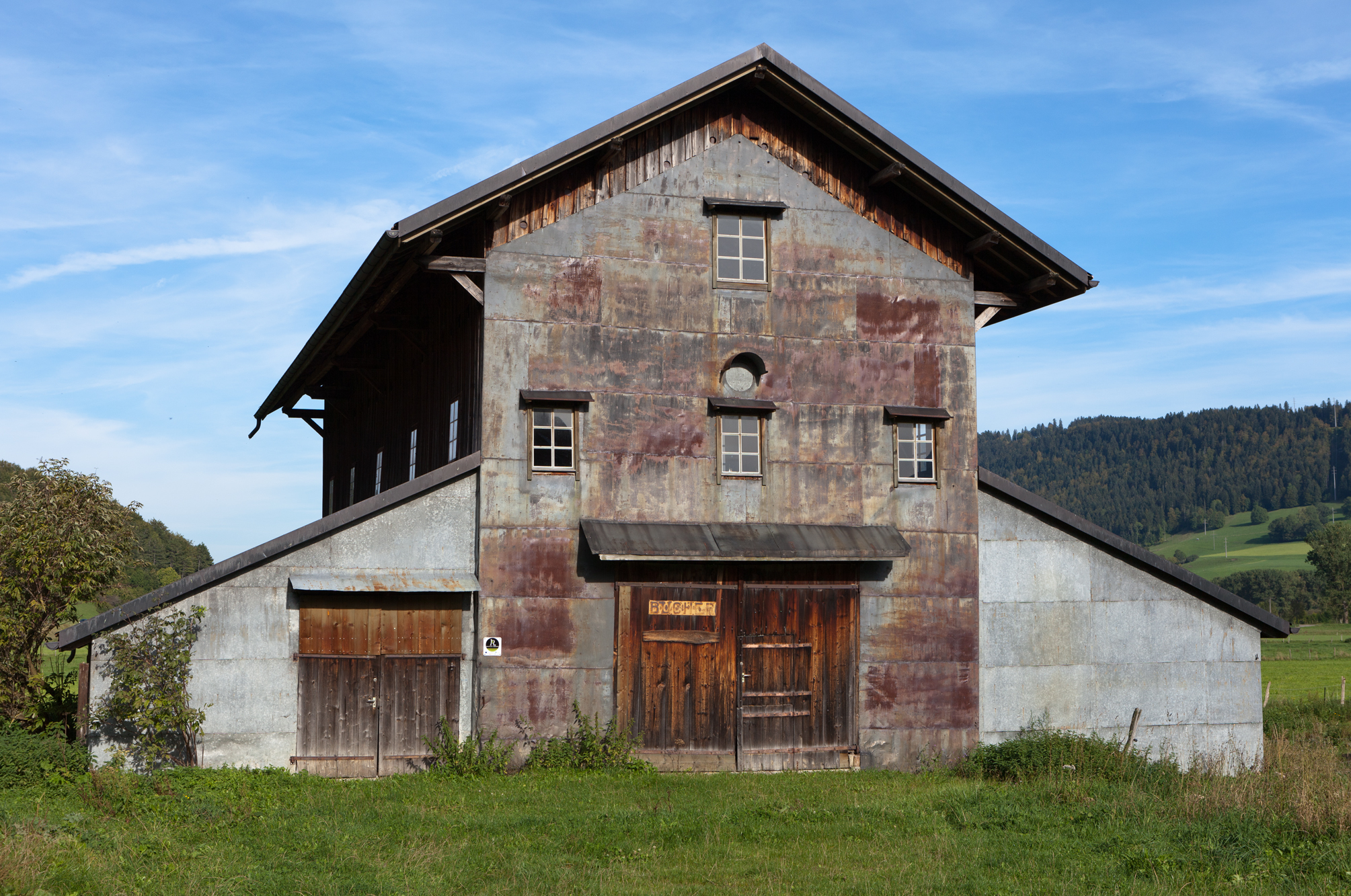
Secadero de absenta en Boveresse.